# Наріне Абгарян
Наріне Абгарян (вірм. Նարինե Աբգարյան, рос. Наринэ Абгарян) — російська письменниця вірменського походження, член опікунської ради благодійного фонду «Созидание». Насамперед відома як авторка книжкової серії про дівчинку Манюню.

## Біографія
Народилася 14 січня 1971 року у місті Берд, Тавушський район, Вірменія. Виховувалася у сім'ї лікаря і викладачки. Має брата та трьох сестер: Каріне, Гаяне, Сона та Айк. Дідусь по батьківській лінії був вірменином, вихідцем із Карабаха, а бабуся — вірменкою, яка народилася у Східній Вірменії. Дідусь по материнській лінії також вірменин, а бабуся — росіянка, яка народилася в Архангельській області, Росія.
1993 року Наріне закінчила Єреванський державний лінгвістичний університет ім. В. Я. Брюсова та переїхала до Москви.
Розпочала свій літературний шлях зі створення власної сторінки в популярному живому журналі. Зрештою, історія про дівчинку Манюню привернула увагу письменниці Лари Галль, яка допомогла Наріне налагодити контакт з видавництвом «Астрель-СПб».
У квітні 2018 року виступила проти прем'єра Саргасяна, опублікувавши відповідний пост на своїй сторінці у Фейсбуці.

## Письменницька кар'єра
Наріне Абгарян здобула популярність після публікації автобіографічної повісті «Манюня». Згодом авторка написала трилогію про пригоди маленької дівчинки та ще декілька романів та повістей.
2014 року світ побачила дитяча книжка «Шоколадний дідусь», написа у співавторстві з Валентином Постниковим.
У серпні 2015 року Наріне Абгарян стала одною з лауреатів (разом із Іриною Краєвою) Російської літературної премії імені Олександра Гріна за визначний внесок у розвиток вітчизняної літератури.
За книгою «Манюня» поставлено спектаклі на сцені театру «СамАрт» та Омському театрі для дітей та молоді.

## Переклади українською
- Наріне Абгарян. Манюня. — К. : Рідна мова, 2016. — 384 с. — ISBN 978-966-917-083-5, 978-5-17-069090-9, 9789669170835.
- Наріне Абгарян. Манюня пише фантастичний роман. — К. : Рідна мова, 2017. — 352 с. — ISBN 978-966-917-163-4.
- Наріне Абгарян. Манюня, ювілей Ба та інші хвилювання. — К. : Рідна мова, 2017. — 352 с. — ISBN 978-966-917-200-6.
- Наріне Абгарян. З неба впало три яблука. — К. : Рідна мова, 2018. — 312 с. — ISBN 978-966-917-251-8, 978-966-917-181-8, 978-517-089-555-7.
- Наріне Абгарян. Далі жити. — К. : Рідна мова, 2018. — 272 с. — ISBN 978-966-917-280-8.